# Unió de Consells Esportius de Catalunya
La Unió de Consells Esportius de Catalunya (UCEC) és una entitat per a la promoció de l'esport escolar a Catalunya. El 2018 va rebre la Creu de Sant Jordi.